# 米內佑希
米內佑希（1989年12月23日—）是日本的男性聲優。出身於秋田縣橫手市。隸屬於81 Produce。血型A型。曾就讀東京播音學院（現：東京聲優學院）聲優養成科、81ACTOR'S STUDIO。後加入81 Produce。

## 人物
小學4年級到國中都從事棒球運動，並曾經同時打籃球與學游泳。
上高中後因為不想加入有學長在的社團，曾經自己創立英語會話社。
高中畢業後即到東京就讀專門學校。
與西山宏太朗及土師亞文組成「亞土米」並有廣播節目。
2019年6月16日於Twitter上發表與一般女性結婚及第一子的誕生之消息。

## 演出作品
※粗體字為主要角色。

### 電視動畫
2011年
- 神樣DOLLS

2012年
- 戰鬥陀螺 鋼鐵奇兵 ZERO G

2013年
- 塔麻可吉！Yume Kira Dream（星星吉）
- 決鬥大師 Victory V3（傑茲）
- 星光少女 彩虹舞台（艾德爾生）
- 旋風管家！Cuties（男高中生）

2014年
- 團地友夫（中學生學長）

2015年
- 四月是你的謊言（男學生）
- 謎新聞未來時報（時男）
- 境界之輪迴（男子B、貓田太郎、友人B、電線桿、企鵝騙子神、豬騙子神、男學生A、騙子神A、男子C、記死神A、鰻魚屋、惡靈氣球、店主、男子生徒B、惡靈F）

2016年
- 境界之輪迴 第2期（社員A、米店、男子B、露天商、客人B、黑貓B、跳舞的人B、監視員、男學生B、男學生A、絕緣神）
- 見習神仙 秘密的心靈（男學生）
- D.Gray-man HALLOW（馬修、大衛）
- 男子啦啦隊！！（坂東晴希）[5]
- 時間飛船24（森蘭丸）
- 神裝少女小纏（學生）
- 黑白來看守所（助川）

2017年
- 小魔女學園（學生）
- 飆速宅男 NEW GENERATION（箱根學園社員、澤田）
- 舌尖上的義大利（北原麻呂[6]）
- 境界之輪迴 第3期（男學生B、兔子店長、管理官、惡靈）
- 跳水男孩（友人B）

2018年
- 足球小將翼（業者、中里、市川、西尾浩司）
- 天空與海洋之間（櫻雄大）

2019年
- 偶像夢幻祭（仁兔成鳴）

2020年
- 棒球大聯盟2nd 第二季（千葉拓巳）

2021年
- 遊戲王SEVENS（行手內造）
- 古見同學有交流障礙症。（會澤司）

2022年
- Delicious Party ♡ 光之美少女（桑扎·伊斯奇）

2023年
- 偶像大師 灰姑娘女孩 U149（製作人[7]）

### OVA
2011年
- 今天開始談戀愛（椿京汰〈幼少期〉、溪斗）

2015年
- 機動戰士GUNDAM Thunderbolt

2023年
- 偶像大師 灰姑娘女孩 U149（製作人）※Blu-ray第4卷收錄

### 網路動畫
2015年
- 超次元變形框架機器人（達利爾[8]）

2016年
- 富山市立偵探佩洛里奇「佩洛里奇的調查記錄 雪男與真知子篇」第3話、第4話（雪男）[9]

2017年
- 玩偶日昇三兄弟（日昇茜[10]）

### 遊戲
2014年
- Dolly♪Kanon 秘密音樂活動（遠井拓斗）

2015年
- 偶像夢幻祭（仁兔成鳴）

2016年
- Kronos Blade（米迦勒）
- 新約Arcana Slayer（庫羅德）
- Heaven×Inferno（報告者）

2017年
- スタレボ（八木かなた）

### 廣播
- 西山宏太朗與土師亞文與米內佑希的Happy Radio（Web）（主持人）
- 男子啦啦隊！！〜RADIO BREAKERS〜（音泉：2016年6月20日－）[11]（主持人）

### 音樂CD
| 發售日  | 名稱                        | 演唱名義                                                                                        | 歌曲名稱             | 商業搭配 |
| 2016年  | 2016年                      | 2016年                                                                                          | 2016年               | 2016年   |
| ------- | --------------------------- | ----------------------------------------------------------------------------------------------- | -------------------- | -------- |
| 1月27日 | 偶像夢幻祭 團體歌曲CD Vol.7 | Ra*bits［仁兔成鳴（米內佑希）、紫之創（高坂知也）、真白友也（比留間俊哉）、天滿光（池田純矢）］ | 「Joyful×Box*」 「」 |          |

## 外部連結
- 事務所公開簡歷（日語）
- 個人BLOG （页面存档备份，存于）（日語）
- 米內佑希的X（前Twitter）（日語）